# X-Men: Mojo World
X-Men: Mojo World est un jeu vidéo d'action développé et édité par Sega sorti en 1996 sur Game Gear et Master System.

## Accueil
- GamePro : 4/5 (GG)[1]